# 罗伯特·丘奇韦尔
罗伯特·丘奇韦尔（英語：Robert Churchwell，1972年2月20日—），美国NBA联盟前职业篮球运动员。